# 빌리 마틴
알프레드 매뉴얼 "빌리" 마틴 주니어(Alfred Manuel "Billy" Martin, Jr., 1928년 5월 16일~ 1989년 12월 25일)은 전 메이저 리그 베이스볼에서 활약한 2루수였고, 감독이었다. 양키스의 감독자리를 5번 맡았다가 해임된 것으로 유명한데, 1976년~1977년 시즌 동안 2년 연속 월드시리즈에 진출해 1976년 시즌에는 신시내티 레즈에 4-0으로 졌으나 1977년 시즌에는 LA 다저스를 4-2로 물리치고 우승했다. 다른 팀에서도 4번의 지구 우승을 시켰는데 약팀을 맡아 강팀으로 변모시키는 데 능했다. 그 외 심판들에게 발로 먼지를 날리는 식의 격렬한 항의로도 유명했다. 다만 베테랑 선수들과 구단주와는 불화를 자주 겪었고, 젊은 투수들을 혹사시키며 알콜 중독증이 있다는 비판을 받기도 했다.
그의 등번호 1번은 뉴욕 양키스에서 영구 결번으로 지정되어 있다

## 선수 생활
버클리 고등학교를 다니는 동안 마틴은 퍼시픽 코스트 리그(Pacific Coast League)의 오클랜드 오크스(Oakland Oaks)의 주니어 클럽에 지원해 선수로 뛰었다. 졸업 후 동향인 에디 리쉬먼 감독에게 발탁되어 D 클래스 파이오니어 리그(Pioneer Baseball League)의 아이다호 폴스에서 1946년 동안 32게임을 뛰면서 타율 0.254의 성적을 기록했다. 1947년 시즌 후반 오크스와 계약을 맺고 1948년 ~ 1949년 시즌 동안 뛰었는데 첫 해의 감독이 케이시 스텡걸이었다. 마틴의 적극적인 플레이에 감탄한 스텡걸은 1949년에 양키스 감독으로 부임한 후 1950년 시즌에 마틴을 데려왔다.

1950년 뉴욕 양키스에서 2루수로 메이저 리그 선수생활을 시작한 마틴은 1952년 브루클린 다저스와의 월드시리즈 최종 7차전에서 팀을 구하는 호수비를 펼치면서 유명해졌다. 4-2로 리드하는 가운데 7회 2사 만루의 위기 상태에서 투수 밥 쿠자바(Bob Kuzava)가 재키 로빈슨에게 던진 공은 1루수와 2루수, 그리고 투수사이의 삼각지대에 떠오른 내야플라이가 되었는데, 1루수 조 콜린스(Joe Collins)가 바람 때문에 타구방향을 놓치자 나머지 내야진도 순간적인 혼란에 빠지게 되었다. 이때 2루수였던 마틴은 재빨리 뛰어들어가 간신히 그공을 잡음으로써 위기를 벗어났고, 팀의 우승을 지켜냈다.

1953년 시즌에 마틴은 15홈런 75타점, 2루타 24개, 3루타 6개를 때려내며 커리어 하이를 기록했고, 월드시리즈에서는 0.500 타율과 0.958의 장타율, 그리고 최종 6차전에서 9회말 3-3 동점에서 끝내기 타점을 기록하면서 월드시리즈 MVP가 되었다. 1956년에는 올스타전에 선발되었고, 1958년에는 리그에서 가장 많은 13개의 희생타를 때려냈다.

1957년 시즌이 끝난 후 캔자스시티 어슬레틱스로 트레이드되면서 마틴의 성적은 쇠퇴하기 시작했고, 6개의 팀을 옮겨다니다, 1961년에 통산 0.257의 타율과 월드시리즈 28게임에서 0.333 타율을 남긴 채 은퇴했다.

### 말썽
마틴은 지나친 음주와 주사로도 유명하다. 양키스의 단장 조지 와이스(George Weiss)는 마틴의 일과 후의 행실이 화이티 포드나 미키 맨틀과 같은 동료들에게 나쁜 영향을 끼친다고 생각하고 있었는데, 1957년 코파카바나 나이트 클럽에서 양키스의 몇몇 동료들과 29번째 생일파티를 열다 난동을 피우자 캔자스시티로 보내버렸다. 마틴은 트레이드되면서 아버지처럼 존경했던 케이시 스텡걸이 트레이드를 막지 못한 것에 대해 배신감을 느꼈고, 이때문에 둘 사이는 몇 년 동안 대화 한 번 없었다.
신시내티 레즈에서 활동하던 1960년 8월 4일에는 시카고 컵스의 투수 짐 브루어(Jim Brewer)의 공이 몸 가까이로 날라오자 화를 참지 못하고 마운드로 달려가 배트를 던져버렸다. 브루어가 그 배트를 주워 건네주려고 하는데, 달려오던 마틴은 브루어의 오른쪽 눈 주위를 주먹으로 날려 광대뼈를 부러뜨렸다. 브루어는 2달 동안 입원해 있어야 했고 마틴은 5일간 출장정지를 당했다. 브루어의 소속팀인 컵스는 그의 결장으로 인한 손실을 백만 달러(2011년 물가로 $7,416,000 상당)로 계산해 마틴에게 소송을 제기했고, 컵스가 소를 취하한 후에도 브루어는 자신의 소송을 계속 진행해 1969년 마틴에게 1만 달러(2011년 물가로 $59,909 상당)를 배상받는 판결을 얻어냈으나, 마틴은 '현금으로 드릴까요, 수표로 드릴까요?'라며 비웃었다.
마틴은 그 외에도 지미 피어솔(Jimmy Piersall), 클린트 커트니(Clint Courtney), 맷 배츠(Matt Batts), 그리고 토미 라소다(Tommy Lasorda)와도 싸웠다.

## 지도자 생활

### 미네소타 트윈스
은퇴한 후 1962년에서 1969년까지 8년 동안 미네소타 구단에서 일한 그는 1962년~1964년에는 스카우터를, 1965년에서 1968년 6월 중순까지는 3루 베이스 코치를, 그리고 1968년 남은 시즌에는 미네소타의 AAA 팀인 덴버 베어스(Denver Bears)을 맡았다. 그러고는 1968년 시즌 이후에 칼 어머(Cal Ermer) 감독의 후임으로 메이저 리그 감독이 되었다. 1969년에 팀을 지구 우승을 시켰지만 아메리칸 리그 챔피언십 시리즈에서 볼티모어 오리올스에게 3-0으로 패했다. 그리고는 해고되고 말았는데, 시즌 후반인 8월에 소속팀 투수인 데이브 보스웰(Dave Boswell)과 Lindell A.C. 바에서 싸운 일이 빌미가 되었다.

### 디트로이트 타이거스
1971년부터 1973년까지 디트로이트의 감독을 맡게 된 그는 1972년에 지구 우승을 하고 아메리칸 리그 챔피언십 시리즈에서 오클랜드 애슬레틱스와 맞붙었다. 그 시리즈 도중에 디트로이트 투수 레린 라그로우(Lerrin LaGrow)의 투구가 오클랜드의 유격수 버트 캠퍼너리스(Bert Campaneris)를 맞추자 캠퍼너리스는 배트를 던져버렸다. 일련의 소동으로 마틴은 심하게 분노해 캠퍼너리스를 뒤쫓아가려고 했지만 심판과 팀동료에 의해 제지당했다. 결국 타이거스는 시리즈를 3-2로 지고 말았다.
1972년에는 디트로이트의 야구 카드를 위한 사진 촬영에 응하던 중 가운데 손가락을 올려버렸고, 이 사진은 그대로 시중이 풀려버리면서 물의를 빚었다.
한편 미시간주 감옥에서 론 르플로어(Ron LeFlore)를 발굴하는데 공헌을 하기도 했다. 르플로어의 스피드와 힘을 알아 본 마틴은 르플로어가 일일 가석방을 허가받아 트라이 아웃에 지원할 수 있도록 도와줬다. 1973년 여름, 타이거스는 르플로어와 계약을 맺고 가석방을 시켰다. 그 해 마틴은 투수에게 상대팀 타자를 고의로 맞추라고 지시했고 이를 공공연히 언론에 퍼뜨리는 바람에 해고되고 말았다.
1978년 마틴은 CBS 방송국의 TV 영화 "One in a Million: The Ron LeFlore Story"에서 스스로 분해서 연기하기도 했다.

### 텍사스 레인저스
1973년 시즌이 끝나고 텍사스 레인저스의 구단주인 밥 쇼트(Bob Short)가 화이티 허조그(Whitey Herzog) 대신에 고용했다. 마틴은 2년 연속 100패 이상을 당했던 구단을 맡아 1974년에 84승 76패의 성적으로 지구 2위에 올라 야구계를 놀라게 했다. 하지만 1975년 7월까지 44승 51패로 하위권에 맴돌자 새 구단주 브래드 코베트(Brad Corbett)는 시즌 도중인 7월 20일에 감독직을 프랭크 루케시(Frank Lucchesi)로 교체해버렸다.

### 양키스에서의 첫 번째
레인저스에서 해고된 지 2주가 지나기도 전에 양키스는 빌 버든(Bill Virdon) 감독을 해임하고 마틴을 새 감독으로 선임했다. 마틴이 1957년에 트레이드된 이후 18년 만에 다시 양키스 유니폼을 입게 된 것이다. 마틴이 키를 잡자 양키스는 남은 56 경기에서 30승 26패의 성적을 거뒀고, 다음 시즌에는 1964년 이후 11년 만에 아메리칸리그 챔피언에 올랐다. 그리고 1977년에는 대망의 월드시리즈 우승을 했다.

한편 그러는 동안에도 마틴이 구단주인 조지 스타인브레너와 외야수 레지 잭슨 둘과 불화를 겪는다는 건 공공연한 사실이었다. 1976년 월드시리즈에서 신시내티 레즈에게 4-0으로 패배하자, 구단주인 조지 스타인브레너가 직접 오클랜드 어슬레틱스의 강타자 레지 잭슨의 영입을 지시했으나 마틴은 반대했었다. 타격 실력은 뛰어나지만 개성과 자부심이 강해 팀원들과 융화를 하지 못할 것이라고 보고 반대를 했던 건데, 스타인브레너가 그의 의견을 무시하고 직접 FA 계약을 맺어버린 상태에다 잭슨이 양키스의 리더인 서먼 먼슨에 대해 말한 것이 언론에 의해 왜곡되면서 팀 분위기가 안좋아져버렸다.

거기에 잭슨이 이적하면서, 이전 팀에서 쓰던 등번호인 9번을 포기하고 재키 로빈슨을 기념하는 의미에서 42번을 달기로 작정하니, 마틴이 그 번호를 냉큼 자신의 친구이자 투수 코치인 아트 파울러에게 넘겨준 일도 생기면서 시작부터 앙금이 쌓이기 시작했다.

결국 1977년 시즌 중 보스턴 레드삭스와 시리즈에서 스윕을 당할 위기에 놓여있던 6월 18일 경기에서 사단이 나면서 완전히 원수지간이 되어버렸다. 우익수로 나선 잭슨이 짐 라이스(Jim Rice)의 얕은 외야 플라이 타구를 느슨한 플레이 끝에 2루타로 만들어주자 마틴 감독은 화가 머리끝까지 뻗쳐 잭슨을 폴 블레어(Paul Blair)와 교체해버렸다. 덕아웃으로 돌아온 잭슨은 마틴과 말 다툼을 벌이다 급기야 드잡이를 벌이며 난투극 일보직전까지 갔다. 문제는 숙적 보스턴과의 경기였고, 미국 전역에 생중계됐다는 점이었다. '숙적' 보스턴은 양키스 덕아웃에서 벌어지는 황당한 사건에 환호성을 질렀고 양키스와 잭슨, 마틴 모두 커다란 망신을 당했다.

1978년 잭슨이 번트를 거부하고 삼진을 당하자 경기 후에 기자들에게 "둘 다 자업자득이다. 하나(레지 잭슨)는 타고난 거짓말쟁이고, 나머지 하나(스타인브레너)는 범죄자다.(스타인브레너가 1972년 선거 때 리처드 닉슨에게 정치자금을 불법으로 제공해 1974년 유죄 판결을 받고 9개월 동안 구단주 자격이 정지된 걸 가리킨다.)"라고 말한 뒤에 화가 난 스타인브레너에게 해고당했다. 후임으로는 밥 레몬(Bob Lemon)이 선임되었다. 그 후 해마다 양키 스타디움에서 열리는 올드 타이머 친선 경기에서 양키스 팬들은 빌리 마틴에게 대단한 성원을 보내줬고, 분위기에 휩쓸린 아나운서 밥 셰퍼드(Bob Sheppard)가 아직 결정되지도 않은 상태에서 1980년 시즌부터 다음 감독이 될 마틴이라고 소개해버렸다. 결국 스타인브레너와 마틴은 표면적으로는 갈등을 봉합하는 수순에 들어갔다.

### 양키스에서의 두 번째

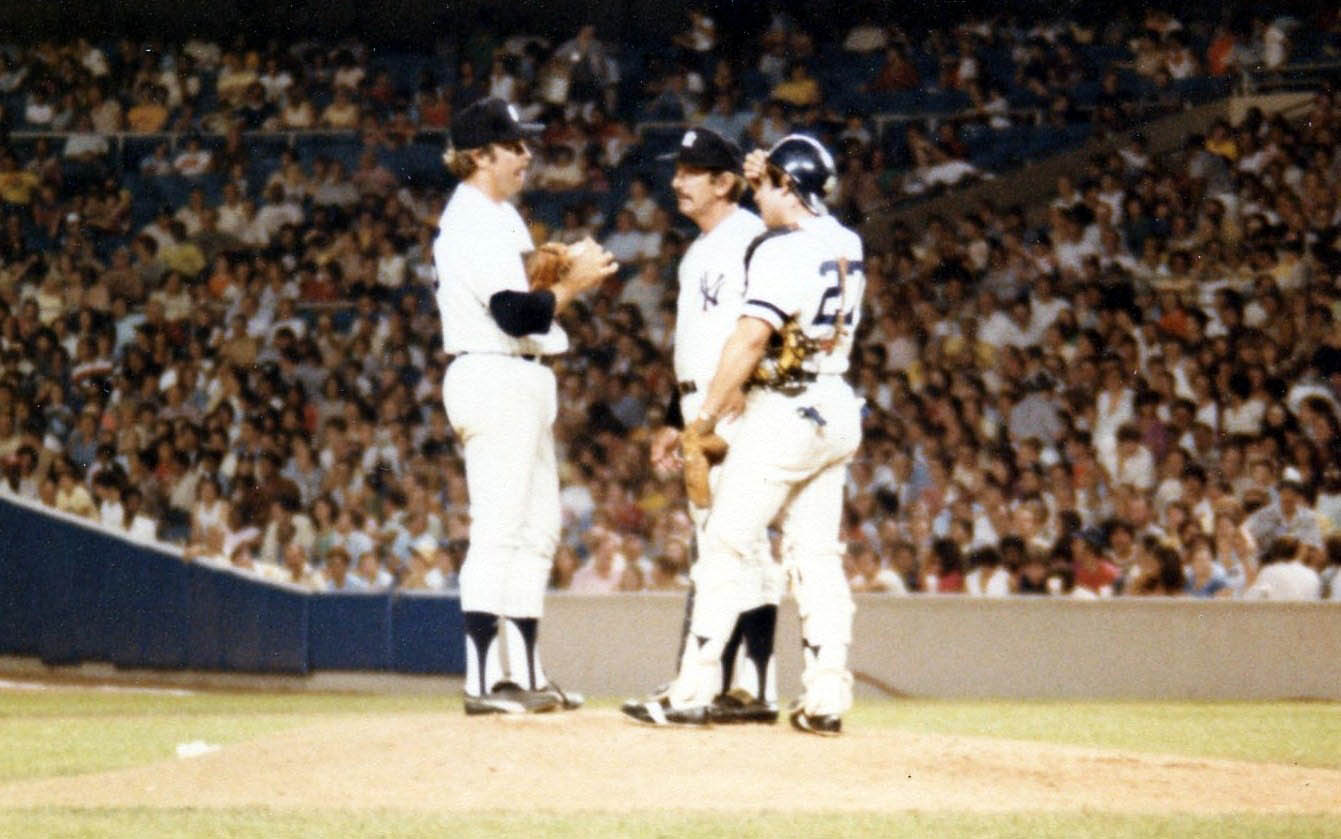
1979년 서먼 먼슨이 죽은 뒤 마틴(가운데)과 투수 캣피쉬 헌터, 포수 브래드 굴덴

1979년 양키스는 레몬 감독 밑에서 출발이 늦은데다 레지 잭슨과 구스 고시지의 부상에 시즌 중 서먼 먼슨의 죽음으로 휘청거렸다. 스타인브레너는 레몬을 해임하고는 원래 계획보다 빨리 마틴을 데리고 왔지만 결국 지구 4위로 마치면서 연속 지구 우승기록도 3에서 멈췄다. 1979년 시즌이 끝난 후 미네아폴리스의 호텔에서 마시멜로 판매원 조셉 쿠퍼(Joseph Cooper)와 싸움을 벌인 후 해고되었고, 딕 하우저(Dick Howser)가 그의 뒤를 이어 감독을 맡게 되었다.

### 오클랜드 애슬레틱스
샌프란시스코의 이스트 베이(East Bay)에서 태어나고, 역시 서부인 버클리에서 자란 마틴은 서부 오클랜드에서 다시 부활했다. 공격적인 베이스 러닝을 바탕으로 한 "빌리 볼" 스타일을 완성시켜, 1981년 분할 시즌에 오클랜드 애슬레틱스는 전반기 서부지구 1위 올랐고, 후반기 1위인 캔자스시티 로열스와의 디비전 시리즈에서 승리했다. 그리고 양키스와의 아메리칸리그 챔피언십 시리즈에서 3-0으로 패배했다. A's에서의 이른 성공은 마틴을 오클랜드 팀 전체 조직의 수장인 단장까지 겸하게 했지만, 많은 투수들을 혹사시킨 탓에 이듬해 68승 94패로 급락했고, 두 직위에서 모두 해임되고 말았다.

### 양키스와의 이후 계약
마틴은 이후 1983년, 1985년, 1988년 이렇게 3번 양키스의 감독이 되었으나 한 번도 시즌 전체를 치러보지는 못했다. 이 동안 아트 파울러가 투수코치로 그와 함께 다녔다.

1983년에는 메이저 리그에서 가장 유명한 사건 가운데 하나인 송진 사건(Pine Tar Incident)을 일으키는데 사건의 얘기는 다음과 같다. 7월 24일 양키 스타디움에서 벌어진 캔자스시티 로열스와의 경기에서, 9회초 2사까지 3-4로 뒤지던 로열스가 9회초 3루수 조지 브레트(George Brett)의 2점 홈런으로 경기를 뒤집자, 마틴이 조지 브레트의 방망이에 묻은 송진이 규정인 18인치보다 더 많이 발라져 있어 무효라고 주장한 것이다. 심판들은 브레트의 배트를 조사한 결과 사실을 확인하고 마틴 감독의 항의를 받아들여, 브레트의 홈런 대신에 아웃으로 선언하면서 9회초 3아웃으로 경기는 끝났다.

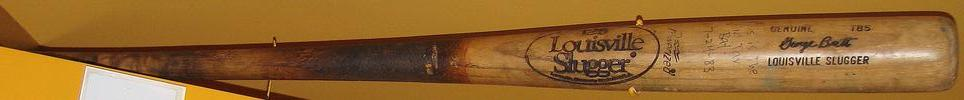
캔자스시티 로열스의 조지 브렛이 1983년 7월 24일 쓰면서 송진 사건의 발단이 된 배트

마틴 감독은 이미 오래전부터 브레트가 방망이에 송진을 많이 바른다는 것을 알고 있었지만 결정적인 순간에 써 먹기 위해 단 한 번도 그에 대한 이야기를 하지 않고 있다가 결정적인 순간에 비장의 무기로 사용했다.

억울한 패배를 당한 로열스는 리그 사무국에 이를 제소했고 판정은 뒤집어졌다. 리그 사무국은 "룰북에 맞기는 하지만 룰의 정신을 이해해야 한다"며, 송진을 많이 바르지 못하게 하는 것은 경기력에 영향을 미치기 때문이 아니라, 공을 아끼기 위한 것인만큼 브레트의 홈런은 그대로 인정이 되고 대신 방망이만 쓰지 못하게 해야 한다고 결정한 것이다. 20여일 뒤 경기가 속개되자 (브레트의 홈런이 인정되면서 로열스의 9회초 남은 공격과 양키스의 9회말 공격) 마틴은 현장에서 다시 항의하길, '브레트가 홈런을 쳤어도 베이스를 안밟고 지나쳤다'고 항의했으나 심판은 받아들이지 않고 브레트의 홈런을 재차 인정했다. 결국 이 경기에서 로열스가 승리했다.

1985년 9월 22일 메릴랜드주 볼티모어에 있는 호텔 바에서 팀 투수인 에드 휘트슨(Ed Whitson)과 싸움을 벌이다가 한쪽 팔이 부러졌다. 시즌 후에 마틴이 해임되자 양키스 팬들은 그 싸움으로 인한 말썽이 해임 사유가 아닐까 추측하기도 했다.

1990년 시즌을 앞두고 코칭 스태프를 구성할 정도로 6번째 양키스 감독이 될 준비를 하고 있었으나, 갑작스런 사고로 죽음을 맞았다.

### 그 후
1986년 8월 10일, 양키스는 마틴의 등번호인 1번을 영구 결번으로 지정했고, 양키 스타디움에 있는 모뉴먼트 파크에, '빌리는 세상에서 가장 위대한 경쟁자(competitor)였다'라고 적힌 명판을 봉헌했다.

1989년, 스타인브레너의 특별 자문위원으로 일하고 있던 마틴은, 크리스마스에 포트 크레인(Port Crane)에 있는 자신의 농장 근처인 뉴욕의 빙햄튼(Binghamton) 북부의 펜튼(Fenton) 타운에서 친구 윌리엄 리디(William Reedy)와 함께 만취한 상태로 리디가 모는 픽업 트럭을 타고 가다 교통사고로 사망하고 말았다.

## 통산 성적
| 연도 | 나이 | 팀   | 리그 | 경기  | 타석  | 타수  | 득점 | 안타 | 2루타 | 3루타 | 홈런 | 타점 | 도루 | 볼넷 | 삼진 | 타율  | 출루율 | 장타율 | OPS   |
| ---- | ---- | ---- | ---- | ----- | ----- | ----- | ---- | ---- | ----- | ----- | ---- | ---- | ---- | ---- | ---- | ----- | ------ | ------ | ----- |
| 1950 | 22   | NYY  | AL   | 34    | 39    | 36    | 10   | 9    | 1     | 0     | 1    | 8    | 0    | 3    | 3    | 0.250 | 0.308  | 0.361  | 0.669 |
| 1951 | 23   | NYY  | AL   | 51    | 65    | 58    | 10   | 15   | 1     | 2     | 0    | 2    | 0    | 4    | 9    | 0.259 | 0.328  | 0.345  | 0.673 |
| 1952 | 24   | NYY  | AL   | 109   | 401   | 363   | 32   | 97   | 13    | 3     | 3    | 33   | 3    | 22   | 31   | 0.267 | 0.323  | 0.344  | 0.668 |
| 1953 | 25   | NYY  | AL   | 149   | 645   | 587   | 72   | 151  | 24    | 6     | 15   | 75   | 6    | 43   | 56   | 0.257 | 0.314  | 0.395  | 0.710 |
| 1955 | 27   | NYY  | AL   | 20    | 80    | 70    | 8    | 21   | 2     | 0     | 1    | 9    | 1    | 7    | 9    | 0.300 | 0.354  | 0.371  | 0.726 |
| 1956 | 28   | NYY  | AL   | 121   | 504   | 458   | 76   | 121  | 24    | 5     | 9    | 49   | 7    | 30   | 56   | 0.264 | 0.310  | 0.397  | 0.708 |
| 1957 | 29   | 합계 | AL   | 116   | 437   | 410   | 45   | 103  | 14    | 5     | 10   | 39   | 9    | 15   | 34   | 0.251 | 0.282  | 0.383  | 0.665 |
| 1957 | 29   | NYY  | AL   | 43    | 154   | 145   | 12   | 35   | 5     | 2     | 1    | 12   | 2    | 3    | 14   | 0.241 | 0.257  | 0.324  | 0.581 |
| 1957 | 29   | KCA  | AL   | 73    | 283   | 265   | 33   | 68   | 9     | 3     | 9    | 27   | 7    | 12   | 20   | 0.257 | 0.295  | 0.415  | 0.710 |
| 1958 | 30   | DET  | AL   | 131   | 536   | 498   | 56   | 127  | 19    | 1     | 7    | 42   | 5    | 16   | 62   | 0.255 | 0.279  | 0.339  | 0.619 |
| 1959 | 31   | CLE  | AL   | 73    | 259   | 242   | 37   | 63   | 7     | 0     | 9    | 24   | 0    | 8    | 18   | 0.260 | 0.290  | 0.401  | 0.691 |
| 1960 | 32   | CIN  | NL   | 103   | 347   | 317   | 34   | 78   | 17    | 1     | 3    | 16   | 0    | 27   | 34   | 0.246 | 0.304  | 0.334  | 0.639 |
| 1961 | 33   | 합계 | MLB  | 114   | 404   | 380   | 45   | 92   | 15    | 5     | 6    | 36   | 3    | 13   | 43   | 0.242 | 0.271  | 0.355  | 0.626 |
| 1961 | 33   | MLN  | NL   | 6     | 6     | 6     | 1    | 0    | 0     | 0     | 0    | 0    | 0    | 0    | 1    | 0.000 | 0.000  | 0.000  | 0.000 |
| 1961 | 33   | MIN  | AL   | 108   | 398   | 374   | 44   | 92   | 15    | 5     | 6    | 36   | 3    | 13   | 42   | 0.246 | 0.275  | 0.361  | 0.636 |
| 통산 |      |      |      | 1,021 | 3,717 | 3,419 | 425  | 877  | 137   | 28    | 64   | 333  | 34   | 188  | 355  | 0.257 | 0.300  | 0.369  | 0.669 |